# Diocesi di Temuniana
La diocesi di Temuniana (in latino Dioecesis Temunianensis) è una sede soppressa e sede titolare della Chiesa cattolica.

## Storia
Temuniana, forse identificabile con Henchir-Temounia nell'odierna Tunisia, è un'antica sede episcopale della provincia romana di Bizacena.
Sono tre i vescovi documentati di questa diocesi africana. Alla conferenza di Cartagine del 411, che vide riuniti assieme i vescovi cattolici e donatisti dell'Africa romana, prese parte il cattolico Cresconio; la sede in quell'occasione non aveva un vescovo donatista. Probabilmente Cresconio è da identificare con il vescovo omonimo, menzionato senza indicazione della sede di appartenenza tra i partecipanti al concilio della Bizacena celebrato il 24 febbraio 418.
Un altro vescovo di nome Cresconio figura al 97º posto nella lista dei vescovi della Bizacena convocati a Cartagine dal re vandalo Unerico nel 484; Cresconio era già deceduto in occasione della redazione di questa lista.
Vittorino sottoscrisse la lettera sinodale dei vescovi della Bizacena riuniti in concilio nel 646 per condannare il monotelismo e indirizzata all'imperatore Costante II.
Dal 1933 Temuniana è annoverata tra le sedi vescovili titolari della Chiesa cattolica; dal 22 febbraio 2022 il vescovo titolare è Pedro Luis Fuentes Valencia, C.P., vescovo ausiliare di La Paz e amministratore apostolico dell'ordinariato militare in Bolivia.

## Cronotassi

### Vescovi
- Cresconio I † (prima del 411 - dopo il 418 ?)
- Cresconio II † (prima del 484)
- Vittorino † (menzionato nel 646)

### Vescovi titolari
- Augusto Bertazzoni † (30 novembre 1966 - 30 agosto 1972 deceduto)
- Thomas Francis Little † (16 novembre 1972 - 1º luglio 1974 nominato arcivescovo di Melbourne)
- Herman To Paivu † (1º luglio 1974 - 19 dicembre 1975 nominato arcivescovo di Port Moresby)
- Peter Joseph Connors (30 marzo 1987 - 30 maggio 1997 nominato vescovo di Ballarat)
- Robert Anthony Brucato † (30 giugno 1997 - 7 novembre 2018 deceduto)
- Pedro Luis Fuentes Valencia, C.P., dal 22 febbraio 2022